# .museum
.museum — загальний домен верхнього рівня для музеїв.